# АП 5000-50(53215)
АП 5000-50(53215) — пожарный автомобиль порошкового тушения. Производится ОАО «Варгашинский завод ППСО» (Варгаши, Курганская область), ОАО «Пожтехника» (Тверская область).
Характеристики
- тип шасси КамАЗ-53215 (6 × 4)
- число мест боевого расчёта 3
- масса вывозимого порошка, кг 5000
- максимальный расход через лафетный ствол, кг/с. 50
- тип пожарного насоса ПН-1200ЛА, ПН-40/УВ
- масса полная, кг 18300
- габаритные размеры, м 8,2х2,5х3,3[1]

У автомобиля АП-5000-50(53215)ПМ-567А производства ОАО «Пожтехника» (г. Торжок) огнетушащий порошок хранится в трёх отдельных сосудах ёмкостью по 2,1 м³, соединённых системой трубопроводов. Каждый из сосудов представляет собой вертикально установленный цилиндр с двумя сферическими днищами. В верхней части каждого сосуда имеется люк, закрываемый крышкой; в нижней части расположено аэрационное кольцо. Крышка люка снабжена засыпной горловиной, предохранительным клапаном и сифонной трубой. В переднем отсеке автомобиля установлено 15 стандартных 40-литровых баллонов со сжатым воздухом, рабочее давление в которых составляет 15 МПа. Подвод воздуха из баллонов в сосуды (сосуд) осуществляется через аэрационное кольцо. При этом под действием воздуха, проходящего через толщу порошка вверх, происходит перемешивание огнетушащего порошка. Одновременно в верхней части сосуда создаётся давление и порошок через сифонную трубку и коллектор поступает к лафетному стволу с максимальной подачей 55 кг/с (дальность подачи 50 м) или по двум рукавным катушкам к ручным стволам с максимальной подачей по 5 кг/с.